# Taiwanische Badminton-Mannschaftsmeisterschaft
Taiwanische Badminton-Mannschaftsmeisterschaften werden seit dem Jahr 1955 ausgetragen, separat für Damen- und Herrenteams.

## Die Sieger
|           |                     | Herren                            | Herren                             | Damen                                             | Damen                                          |
| Jahr      | Austragungsort      | Sieger                            | Finalist                           | Sieger                                            | Finalist                                       |
| --------- | ------------------- | --------------------------------- | ---------------------------------- | ------------------------------------------------- | ---------------------------------------------- |
| 1955      | Taipeh              | Jianxing Badminton Team A         | Taipei City Youth Association Blue | Lianhe Badminton Team                             | Yonghe                                         |
| 1956      | Taipeh              | nicht ausgetragen                 |                                    | Lianhe Badminton Team                             | Xinglin Badminton Team                         |
| 1957      | Keelung             | Jianxing Badminton Team A         | Taipei City Youth Association Blue | Port of Keelung                                   | Lianhe Badminton Team                          |
| 1959      | Taipeh              | Overseas Chinese Badminton Team   | Jianxing Badminton Team A          | Taipei Youth Association                          | Keelung High School B                          |
| 1960      | Taipeh              | Xingxing Badminton Team           | Navy Corps                         | Xingxing Badminton Team                           | Keelung High School                            |
| 1961      | Taipeh              | National Taiwan Normal University | Navy Corps                         | National Taiwan Normal University                 | Keelung High School                            |
| 1962      | Taipeh              | National Taiwan Normal University | Hufeng Badminton Team              | Changqing Badminton Team                          | Keelung High School B                          |
| 1963      | Keelung             | Civil Aviation Administration     | Port of Kaohsiung                  | Jianying Badminton Team                           | Changqing Badminton Team                       |
| 1964      | Taipeh              | Civil Aviation Administration     | Keelung High School                | Changqing Badminton Team                          | Jianying Badminton Team                        |
| 1965      | Taipeh              | Civil Aviation Administration     | Qunxing                            | Shengta Badminton Team                            | Jianying Badminton Team                        |
| 1966      | Taipeh              | Overseas Chinese Badminton Team   | Hanzhong Badminton Team            | Changqing Badminton Team                          | Kaohsiung City Government                      |
| 1967      | Taipeh              | Port of Kaohsiung                 | National Taiwan University A       | Shengta Badminton Team                            | Jianying Badminton Team                        |
| 1968      | Taipeh              | Port of Kaohsiung                 | National Taiwan University         | Kaohsiung City Government                         | Jianying Badminton Team                        |
| 1969      | Taipeh              | Taiwan Railways Administration    | National Taiwan University         | Taiwan Railways Administration                    | Jiemei                                         |
| 1970      | Taipeh              | National Taiwan University        | Taiwan Railways Administration     | Taiwan Railways Administration                    | Kaohsiung City Government                      |
| 1971      | Taipeh              | Taiwan Railways Administration    | National Taiwan University         | Taiwan Railways Administration                    | National Taiwan University                     |
| 1972      | Taipeh              | Taiwan Railways Administration    | Yunlin County                      | TaiPower                                          | Taiwan Railways Administration                 |
| 1973      | Taipeh              | ROC Army                          | Yunlin County                      | Taiwan Railways Administration                    | TaiPower                                       |
| 1974      | Taipeh              | ROC Army                          | Renai Badminton Team               | TaiPower                                          | Taiwan Railways Administration                 |
| 1975      | nicht ausgetragen   | nicht ausgetragen                 | nicht ausgetragen                  | nicht ausgetragen                                 | nicht ausgetragen                              |
| 1976      | Taipeh              | Taiwan Railways Administration    | Xiluo Lubei                        | Taiwan Railways Administration                    | Taipei Shixin Industrial and Commercial School |
| 1977      | Hsinchu             | Land Bank of Taiwan               | Taiwan Railways Administration     | Taiwan Railways Administration                    | TaiPower                                       |
| 1978      | Taipeh              | ROC Army                          | Land Bank of Taiwan                | TaiPower                                          | Yongji                                         |
| 1979      | Kaohsiung           | Land Bank of Taiwan               | ROC Army                           | Wanweixiang                                       | Zhongyuan Badminton Team                       |
| 1980      |                     | ROC Army                          | Land Bank of Taiwan                | TaiPower                                          | Taipei Shixin Industrial and Commercial School |
| 1981      | Kaohsiung           | ROC Army                          | Land Bank of Taiwan                | TaiPower                                          | CPC Corporation                                |
| 1982      | Taipeh              | Land Bank of Taiwan               | ROC Army                           | TaiPower                                          | Dianyou                                        |
| 1983      | Chiayi              | Land Bank of Taiwan               | ROC Army                           | TaiPower                                          | ProKennex                                      |
| 1984      | Tainan              | Land Bank of Taiwan               | ROC Army A                         | TaiPower                                          | Winex Badminton Team                           |
| 1985      | Taichung            | ROC Army A                        | Land Bank of Taiwan                | TaiPower                                          | Dazhi Badminton Team                           |
| 1986      | Kaohsiung           | Land Bank of Taiwan               | ROC Army                           | TaiPower                                          | Takming Commercial School                      |
| 1987      | Landkreis Tainan    | ROC Army A                        | Taipei Grassroots Training Station | TaiPower                                          | Takming Commercial School                      |
| 1988      | Landkreis Yunlin    | Land Bank of Taiwan               | ROC Army                           | TaiPower                                          | Südkorea                                       |
| 1989      | Tainan              | Land Bank of Taiwan               | Taipei Grassroots Training Station | TaiPower                                          | Taipei Municipal Chengyuan Junior High School  |
| 1990      | Keelung             | Baisheng                          | Land Bank of Taiwan                | National College of Physical Education and Sports | TaiPower A                                     |
| 1991      | Landkreis Taipeh    | Land Bank of Taiwan               | keine Daten                        | TaiPower                                          | CPC Corporation                                |
| 1992      |                     | Land Bank of Taiwan               | ROC Army                           | TaiPower A                                        | CPC Corporation                                |
| 1993      | Taipeh              | Taiwan Cooperative Bank A         | Land Bank of Taiwan                | CPC Corporation                                   | TaiPower A                                     |
| 1994      | keine Daten         | keine Daten                       | keine Daten                        | keine Daten                                       | keine Daten                                    |
| 1995      | Landkreis Tainan    | Taiwan Cooperative Bank A         | Fu Jen Catholic University         | TaiPower                                          | Fu Jen Catholic University                     |
| 1996      |                     | Taiwan Cooperative Bank           | Land Bank of Taiwan A              | TaiPower                                          | keine Daten                                    |
| 1997      | Chiayi              | ROC Army A                        | Landkreis Tainan                   | keine Daten                                       |                                                |
| 1998 2003 | keine Daten         | keine Daten                       | keine Daten                        | keine Daten                                       | keine Daten                                    |
| 2004      | Landkreis Taoyuan   | Taiwan Cooperative Bank A         | Land Bank of Taiwan                | Taiwan Cooperative Bank                           | TaiPower                                       |
| 2005      | Landkreis Kaohsiung | Taiwan Cooperative Bank A         | Land Bank of Taiwan A              | Taiwan Cooperative Bank                           | TaiPower                                       |
| 2006      | Chiayi              | Taiwan Cooperative Bank A         | Land Bank of Taiwan A              | Taiwan Cooperative Bank                           | TaiPower                                       |
| 2007      | Landkreis Taichung  | Taiwan Cooperative Bank A         | Land Bank of Taiwan A              | Taiwan Cooperative Bank                           | TaiPower                                       |
| 2008      | Tainan              | Land Bank of Taiwan A             | Taiwan Cooperative Bank A          | Taiwan Cooperative Bank                           | Land Bank of Taiwan                            |
| 2009      | Landkreis Taoyuan   | Land Bank of Taiwan A             | Taiwan Cooperative Bank A          | Taiwan Cooperative Bank A                         | Land Bank of Taiwan                            |
| 2010      | Landkreis Taoyuan   | Taiwan Cooperative Bank A         | Land Bank of Taiwan A              | Taiwan Cooperative Bank A                         | Land Bank of Taiwan                            |
| 2011      | Landkreis Changhua  | Taiwan Cooperative Bank A         | AP Badminton-Team                  | Taiwan Cooperative Bank                           | Land Bank of Taiwan                            |
| 2012      | Kaohsiung           | Taiwan Cooperative Bank A         | Land Bank of Taiwan A              | Taiwan Cooperative Bank A                         | Land Bank of Taiwan                            |
| 2013      | Tainan              | Land Bank of Taiwan A             | Taiwan Cooperative Bank A          | Taiwan Cooperative Bank A                         | Land Bank of Taiwan                            |
| 2014      | Landkreis Taitung   | Land Bank of Taiwan A             | Taiwan Cooperative Bank A          | Taiwan Cooperative Bank A                         | TaiPower A                                     |
| 2015      | Kaohsiung           | AP Badminton-Team A               | Taiwan Cooperative Bank A          | Taiwan Cooperative Bank A                         | TaiPower A                                     |
| 2016      | Landkreis Pingtung  | Taiwan Cooperative Bank A         | Land Bank of Taiwan A              | Taiwan Cooperative Bank A                         | TaiPower A                                     |
| 2017      | Landkreis Pingtung  | Taiwan Cooperative Bank A         | Land Bank of Taiwan A              | Taiwan Cooperative Bank A                         | TaiPower A                                     |
| 2018      | Tainan              | Land Bank of Taiwan A             | AP Badminton-Team A                | Taiwan Cooperative Bank A                         | AP Badminton-Team A                            |
| 2019      | Landkreis Miaoli    | Taiwan Cooperative Bank A         | AP Badminton-Team A                | Taiwan Cooperative Bank A                         | AP Badminton-Team A                            |
| 2020      | Taipeh              | Taiwan Cooperative Bank A         | Land Bank of Taiwan A              | Taiwan Cooperative Bank A                         | Chailease Badminton Team A                     |
| 2021      | nicht ausgetragen   | nicht ausgetragen                 | nicht ausgetragen                  | nicht ausgetragen                                 | nicht ausgetragen                              |
| 2022      | Landkreis Pingtung  | Land Bank of Taiwan A             | AP-TaiSounds Badminton-Team A      | Taiwan Cooperative Bank A                         | AP-TaiSounds Badminton-Team A                  |
| 2023 2024 | nicht ausgetragen   | nicht ausgetragen                 | nicht ausgetragen                  | nicht ausgetragen                                 | nicht ausgetragen                              |